# Lissodema denticolle
Lissodema denticolle là một loài bọ cánh cứng trong họ Salpingidae. Loài này được Gyllenhall miêu tả khoa học năm 1813.